# The Sims FreePlay
The Sims FreePlay, (TSFP) — видеоигра в жанре «Симулятор жизни», известная как «фриплей», для мобильных устройств с операционными системами Apple iOS (с 15 декабря 2011 года), Android (с 15 февраля 2012 года) Fire OS/ (с октября 2012 года), BlackBerry 10 и на Windows Phone (с 31 июля 2013 года). Приложение даёт возможность создать свой городок, наполнить его разными персонажами и развивать отношения между ними прямо со своего устройства. В отличие от других игр из серии The Sims, The Sims FreePlay идёт в режиме реального времени, таким образом игрок не может постоянно управлять одной семьёй без длительных перерывов, но может переключать управление на других персонажей, осуществляя игру несколькими семьями по очереди в режиме реального времени. Игра также ориентирована на стратегическое развитие городка, в обмен на налоги жителей, игрок должен развивать его, обустраивать городок новыми участками и создавать новые рабочие места.
Разработкой игры занималась студия Firemonkeys, игра использует движок платной The Sims 3 Mobile, выпущенной ещё в 2009 году. В 2010 году EA Games выпустила ряд платных игр, являющихся усовершенствованной Sims 3 Mobile, а условно бесплатная игра The Sims FreePlay хоть и была экспериментальной, но в полной мере оправдала себя и к 2014 году её уже скачали 100 миллионов раз. Саму игру было решено поддерживать выпуском периодических обновлений каждые 6-8 недель, сам игровой процесс и игровой движок через годы после выпуска был значительно дополнен и усовершенствован. В игру в том числе добавили поддержку режима дополненной реальности и элементы мультиплеера.
Игра в целом получила положительные оценки со стороны игровых критиков. Средняя оценка по версии агрегатора Metacritic составляет 80 баллов из 100 возможных. Критики похвалили игру за её стратегический уклон в сторону одновременного управления несколькими персонажами и управлению городком, а также за достаточно щадящую политику микроплатежей, заметив, что игра в любом случае предоставляет возможность игрового процесса, а не вынуждает ждать и откладывать игру. Режим реального времени получил разные оценки, часть критиков назвали данное решение оригинальным и подходящим для условно-бесплатной модели, другая же часть критиков предупредила, что не всем игрокам понравится такой способ ограничения. Среди недостатков указывалось отсутствие многопользовательского режима и больший размер игрового файла.

## Игровой процесс
Игра «The Sims Freeplay» представляет собой симулятор жизни. Она в целом подобна играм «The Sims» для персональных компьютеров, но с уклоном в стратегию. Игра является условно-бесплатной, т.е. новые разблокированные предметы и возможности открываются только по достижении определённых уровней игры, также игра требует постоянного подключения к Интернету. Как и в остальных играх серии «The Sims», игрок создаёт персонажа женского или мужского пола, подбирает ему внешность и одежду, а затем удовлетворяет его базовые потребности в еде, сне, гигиене, естественной нужде, досуге и общении. Активный сим обозначен летающим над его головой кристаллом – «пламбобом». Чтобы сменить управление на другого персонажа, надо указать на него и нажать на зелёный значок обмена. Удовлетворение потребностей влияет на настроение персонажа и его готовность выполнять поручения игрока. Счастливый персонаж получает вдохновение и в таком состоянии может зарабатывать намного больше очков опыта и симолеонов за выполнение действий.
Сим должен зарабатывать на жизнь, получая симолеоны – внутриигровую вымышленную валюту. Он получает их на работе, отправляясь на определённое рабочее место на несколько часов. Если сим развивает свои навыки и пребывает в хорошем настроении, он получит повышение на работе и начнёт получать больше симолеонов. Деньги также можно получать за выполнение определённых действий в своём доме, например, выращивая растения и овощи в огороде или продавая выпечку. Сим может выстраивать отношения с другими персонажами, выбирая различные действия общения. Он может выстроить как дружеские или любовные отношения, так и враждебные. Персонажи могут завязывать любовные отношения вне зависимости от сексуальной ориентации и образовывать пары. По достижении нового рубежа отношений игрок зарабатывает премиальные очки. Образовав разнополую пару, сим может заводить детей, ухаживать за ними и растить. Сим также стареет и умирает, при этом смерть может произойти по ряду других причин, например, от голода. Сим может заниматься хобби, например, обзаводиться домашним питомцем, готовить, выращивать огород, ездить на машине и т.д. Игра предоставляет режим строительства, где игрок может строить здания разной этажности, добавлять комнаты, менять их размер, обустраивать их мебелью и прочими предметами обихода. В игре также имеются домашние животные, игра делает особый акцент на возможности питомцу выискивать разные «сокровища» – предметы или очки.

### Время и управление городом
Особенность «Freeplay» в сравнении с другими играми серии «The Sims» заключается во времени, соответствующем реальному (1 игровая минута равняется 1 реальной минуте). Например, сим может принять душ в течение нескольких реальных минут или спать 8 реальных часов. Чтобы мгновенно удовлетворять все потребности активного персонажа и «вдохновлять» его, можно использовать «кексы» – второй аналог «валюты», который можно приобрести за дополнительную плату. Тем не менее, игра позволяет переключаться на других персонажей, таким образом, игровой процесс сконцентрирован не на одной семье, как в традиционных играх «The Sims», a рассчитан на управление сразу несколькими семьями в режиме реального времени. В игре можно создать до 34 симов, а с VIP – до 41 сима. Всего в игре 65 уровней. Действие игры происходит в небольшом городке под названием Симтаун (англ. Simtown). Для того, чтобы облегчить процесс слежения за симами, в игру встроен «прибор слежения», позволяющий следить за действиями всех персонажей одновременно. Каждый день игрок получает письмо c доходом города. Чтобы повысить его, игрок должен повышать материальное благополучие живущих в нём семей. Доходы от города обеспечивают игроку вознаграждения. Для того, чтобы собрать дополнительную прибыль, игроку предлагается выполнять определённые задания – или одиночные, или группы заданий.
Помимо прибора слежения, игрок может путешествовать по городу, строить новые дома, рабочие места и заведения. Например, строительство магазина или супермаркета позволит персонажам купить новые, недоступные в режиме строительства предметы или по более низкой цене, а строительство парковки позволит симам покупать машины. Также игрок может собирать доход в виде очков опыта и симолеонов с любого построенного здания и домов персонажей, а также с других построенных мест, таких, как парк. Иногда для строительства здания игроку придётся выполнить особые требования, например, достигнуть определённого уровня или добавить необходимое количество персонажей.

### Игровая валюта
В игре представлено несколько разных внутриигровых валют, которые можно приобретать самыми разными способами, в том числе и микроплатежи. Например:
Симолеоны (§) можно зарабатывать на работе или иными способами. Они нужны для покупки предметов, машин, питомцев, домов и т.д.
Очки опыта (XP) можно заработать за выполнение действий. Они открывают доступ к новым предметам, квестам, садовым участкам, кулинарным рецептам и возможности добавлять больше персонажей, рабочих мест и новые места работы на карте города.
Очки стиля жизни (СЖ) можно получить за выполнение целей или при «нахождении» питомцами. СЖ требуются, чтобы моментально завершить любое действие или строительство, купить предметы в магазине и приобрести кексы для персонажей.
Очки общения (ОО) можно получить, достигая общественных целей в городках других пользователей, и в обмен приобрести эксклюзивные предметы для дома или купить стандартные по скидке.
Если игрок совершает покупки во внутриигровом магазине, то он приобретает «Очки VIP». Чем их больше, тем выше уровень VIP и возможность получить эксклюзивные предметы и открыть доступ к новым игровым возможностям, недоступным обычным игрокам.

### Обновления
Игра поддерживается выпуском периодических обновлений, часть из которых была масштабной и существенно расширяла игровой процесс «Freeplay». Например, в мае 2014 г. вместе с обновлением были добавлены лошади и связанные с ними виды активности. Другое обновление в том же году существенно расширяло геймплей, связанный с кошками и собаками. Октябрьское обновление вводило оккультные элементы и возможность практиковать магию. Другие обновления включали возможность ведения ресторанного бизнеса, работать актёром на съёмочной площадке, врачом в госпитале, посещать школу, стать феей и т.д.

### Персонажи
С каждым обновлением в игру добавлялись уникальные NPC. Взаимодействия этих персонажей ограниченное, они появляются только по требованию целей заданий игры. Все игровые персонажи, например, Вампли, Осирис и Бри, пропадают после того, как будут успешно завершены квесты игры. Некоторые персонажи, такие, как Лора Крафт, помогают с дополнительными заданиями за плату.

## Разработка
The Sims FreePlay была разработана студией Firemonkeys — это вторая попытка EA переосмыслить популярную франшизу The Sims для аудитории freemium, первая игра — многопользовательская The Sims Social стала хитом в facebook и получила признание игровых критиков. В разработке игры в 2010 году принимало участие 15 человек. В то время рынок мобильных игр находился в зарождающемся состоянии и сама игра считалась также экспериментальной. (До Freeplay EA Games выпустила на аналогичном игровом движке ряд платных мобильных игр на iOS — The Sims 3 Mobile, World Adventures и Ambitions). Однако вопреки ожиданиям игра стала крайне популярной и быстро собрала вокруг себя новое игровое сообщество. В результате EA Games приняла стратегию поддерживать игру периодическими обновлениями и расширила штат разработчиков до 30 человек, в определённое время команда увеличивалась до 40 человек. EA Games, в рамках поддержки, в нужный момент также могла организовать аутсорсинг. Ведущим продюсером выступала Аманда Шофилд, она призналась, что с увеличенной командой разработчиков сумела достичь в игре тех целей, которые не могли бы быть осуществимыми ещё в 2010 году: «вначале речь шла об игре, где вы могли управлять 16 симами, иметь собаку и карьеру, теперь вы можете жениться, иметь детей, домашние животные теперь варьируются от щенков и котят до драконов и фей, и мир полон интересных мест, домов моды и предлагает почти бесконечное количество способов дизайна и украшения домов».
Шофилд призналась, что уже по состоянию на 2016 год графика и игровой движок в игре уже считались устаревшими, при этом особое внимание в игре уделялось чертам лица низкополигональных персонажей, чтобы у них была заметна живая мимика.

### Поддержка обновлениями
Интерес игровой аудитории к игре должен был подогреваться за счёт выпуска периодичных обновлений и временных событий. Шефилд сравнивала «Freeplay» не с продуктом, а, скорее, с сервисом, где особенно важную роль играют общение и поддержка игрового сообщества. При этом команда всегда изучала тему дополнения, чтобы она подогревала достаточный интерес у игровой аудитории. В том числе они изучают успех дополнений к ПК-версии «The Sims». Интервал между обновлениями составлял, как правило, от шести до восьми недель. Разработкой дополнений руководила главный гейм-дизайнер Эмили Пуасенно. Вначале команде было несложно подбирать тему ранних дополнений, т.к. они касались достаточно популярных и базовых элементов симуляции жизни, например, разные возрастные стадии и возможность иметь детей. Со временем разработчикам приходилось постепенно обращаться ко всё более экзотическим темам, которые изначально не планировалось добавлять.
Обновления по своему содержанию могли значительно отличаться. Если речь шла об очередном квесте или испытании, то у команды по состоянию на 2016 год уже накопился достаточно большой опыт в разработке данного контента, и фактически речь шла о переосмыслении одной и той же механики, но с добавлением новых предметов и созданием новой истории. В команде имеется один сценарист, работающий над сюжетными линиями. Участие одного человека в создании истории было намеренным, т.к., по мнению ведущего продюсера Аманды Шофилд, это помогает создать целостную историю. Когда речь шла о создании новых элементов игрового процесса, работа длилась значительно дольше, т.к. команде надо было сначала определиться с темой дополнения и тем, насколько она была бы интересна игрокам и сколько времени и ресурсов команде потребовалось бы на создание конкретного контента. Работа над определённым обновлением могла длиться до 12 месяцев. Некоторые темы для достоверного изображения, такие, как, например, больница, требовали консультации со специалистами в конкретной области. Некоторые обновления требовали дополнять или переписывать код игры, например, изначальный игровой движок не позволял добавлять в игру длинные волосы, в результате на их добавление потребовалось около полугода, т.к. разработчикам надо было создать новую физику движения волос, в ином случае разработчикам пришлось переделывать механику передвижения при добавлении лошадей, которые должны были перемещаться в ограниченном пространстве, также команда переписывала код игры, чтобы добавить возможность строить несколько этажей. Эмили Пуассено, главный гейм-дизайнер, также призналась, что не все выпущенные обновления оказались удачными и радовали игроков, но, к счастью, модель поддержки игры позволяла разработчиком достаточно быстро исправлять ошибки.
Разработчики также признавались, что у них есть любимые темы обновлений: например, введение новых возможностей режима строительства, добавление лошадей, больницы, испытаний, связанных с Рождеством, и танец в стиле «гангнам стайл». Они также заметили, что «Freeplay» лучше и подробнее всех их остальных игр серии «The Sims» затрагивает тему управляемых карьер и в целом имеет самый стратегический уклон.
Работая над новыми объектами, например, одеждой, разработчики часто использовали уже готовый меш и вручную создавали новые текстуры на планшете, на их создание уходило по несколько дней. На создание нового меша требовалось уже несколько недель. Самый сложный элемент разработки – новые анимации и взаимодействия симов. На их создание могли уйти до пяти недель. Над анимациями в команде разработчиков постоянно работало от одного до четырёх человек, которые сначала записывали действия живых актёров, затем вручную воссоздавали движения. Аманда Шофилд, ведущий продюсер, призналась, что это не очень много. Особенно данную проблему усложняло наличие разных жизненных стадий, для каждой из которых было необходимо создавать отдельные анимации. Так, Аманда заметила, что перед аниматорами снова и снова возникала одна и та же дилемма: создать очередное уникальное взаимодействие для взрослого сима или добавить взаимодействие малыша с уже имеющимся предметом.

### Дополненная реальность и кооперативный режим
В октябре 2018 г. в игру был добавлен режим кооперативного строительства дома в режиме дополненной реальности: один или два игрока могут выбрать любую поверхность в реальном мире, а затем строить дом с нуля, используя различные виртуальные объекты.
С помощью функции слежения игрок также может вызвать в дом семью и наблюдать, как симы взаимодействуют с предметами в AR-режиме. Старший менеджер по игре Крис Бруссо признался, что работа над AR-режимом стала одной из самых сложных и долгих задач в истории разработки, а идея режима кооперативного строительства пришла разработчикам случайно:
Мы думали, что это была действительно классная идея, и когда мы продолжили работать над этим, мы задумались: «Эй, а было бы не круто, если бы мы могли строить вместе?». Я видел, как у людей загорелись глаза, мы решили: «Да, давайте сделаем это!», так мы приступили к созданию прототипа. В итоге мы получили многопользовательский режим строительства в игре и начали редактировать и добавлять вещи в один и тот же дом в AR, нам казалось, это была самая классная вещь [в игре]
Оригинальный текст (англ.)We thought it was a really cool idea, and as we continued working on the feature, we thought, “Hey, wouldn’t it be cool if we could build together?”. I saw people's eyes light up, so, we said “Yeah, let’s do it!”, and we got to work whipping up a prototype. Once we got multiplayer build mode in the game and we started editing and adding things to the same house within AR, we thought it was the coolest thing.
Так как у разработчиков не было достаточно опыта работы с технологией дополненной реальности, старшему дизайнеру Камиле Хамре пришлось изучать другие приложения, уже использующие данную технологию. Игра прошла множество тестирований, также другая трудность была связана с добавлением в игру новой кодовой базы для многопользовательского режима.

## Выход и популярность
Впервые анонс игры состоялся в ноябре 2011 года, игра позиционировалась, как вторая условно-бесплатная игра в серии The Sims после браузерной The Sims Social, а её выход был запланирован на устройства iPhone и iPad. Выход игры состоялся 13 декабря 2011 года. Freeplay поддерживала модели iPhone 3GS, iPhone 4, IPhone 4s, iPod Touch (3-го и 4-го поколений) и iPad. Бернард Ким, старший вице-президент по продажам и маркетингу EA Interactive заметил:
Приложение The Sims FreePlay — это огромный шаг вперёд в нашей мобильной стратегии. Мы взяли франшизу, которая является самой продаваемой почти на всех основных рынках видеоигр, приспособили её для iPad и сделали бесплатной для всех пользователей iOS. Это открывает возможности для дальнейшего развития нашего мобильного бизнеса, одновременно привлекая новых поклонников к бренду, столь популярному как The Sims
Оригинальный текст (англ.)The Sims FreePlay app is a huge step forward in our mobile strategy, We’ve taken a franchise that is a best-selling brand in nearly every major video game market worldwide, optimized it for iPad and made it free for all iOS users. That opens the door for our mobile business to continue to grow while immersing new fans in a brand as wildly popular as The Sims
Игру ждал коммерческий успех, и она стала одной из самых скачиваемых приложений в App Store. Разработчики приняли стратегию поддержки игры, выпуская через каждые шесть недель разные тематические обновления.
15 февраля 2012 г. выпуск игры состоялся на устройствах Android в магазине Google Play с поддержкой версии новее 4.0. По данным на 12 марта 2012 г., FreePlay вошла в тройку самых скачиваемых приложений на Android. 27 сентября 2012 г. игра стала доступна для скачивания в магазине Amazon, а в июне 2013 г. – в магазине BlackBerry World для устройств BlackBerry Z10, но 5 декабря 2013 г. из-за проблем с поддержкой игры на данной ОС обновление игры было прекращено. 12 сентября 2013 г. игра появилась на Windows Phone в магазине приложений Windows Phone Store. Из-за проблем разработки игры на этой операционной системе Freeplay какое-то время не обновлялась, но вновь была доступна с версии 5.12.0.0, тем не менее, поддержка обновлений окончательно прекратилась с апреля 2017 г., до версии 5.28.1.
В 2014 году редакция GameGuru причислила The Sims Freeplay к восьми лучшим играм для iPhone. EA Games сообщила, что по данным на 2014 год, количество загрузок Freeplay достигло 100 миллионов. В этом же году EA Games заключила контракт с компанией Product Red, чтобы часть выручки от дохода с игры пошла на борьбу со СПИДом. В 2016 году количество загрузок игры достигло уже 200 миллионов, а сами игроки провели в игре уже 78 000 часов. По состоянию на 2018 года, количество загрузок составляло уже 300 миллионов.
В октябре 2018 г. в Freeplay была добавлена поддержка технологии ARKit 2, позволяя управлять семьёй в режиме дополненной реальности и менять ракурс с помощью перемещения телефона. Функция AR в Sims FreePlay совместима с iPhone 6s или более новыми моделями, а также iPad Pro и iPad после 2017 г. выпуска.
Начиная с 2017 года, Freeplay начала испытывать конкуренцию со стороны The Sims Mobile от Maxis, также условно-бесплатной игры, но обладающей более современным игровым движком и передовой графикой, однако проигрывающей в количестве выпущенного контента, при этом в 2019 году, по решению EA Games, поддержка игры была возложена на команду разработчиков Freeplay из Firemonkeys Studios.

### Сообщество
Вокруг The Sims Freeplay собралось своё, достаточно лояльное фанатское сообщество. Менеджер сообщества команды разработчиков Эмма Сю общалась каждый день с их представителями, чтобы услышать мнение об обновлениях и понять, что игрокам понравилось, а что – нет. Сю также призналась, что сохраняла комментарии с восхищениями, чтобы показывать их команде разработчиков и вдохновлять. Команда также заметила, что с истечением нескольких лет запросы игрового сообщества могут меняться, разработчики также должны были учитывать модные тренды, например, менеджер сообщества Эмма Сю заметила, что за пять лет со дня выхода определённо увеличилось количество запросов на создание разнообразных мужских причёсок.
В 2016 году один из интернет-пользователей расшифровал вымышленные символы, представленные в игре, и обнаружил, что многие из них является грубыми матерными выражениями, в том числе и в адрес реальных личностей, в частности некоего Майка Бензы.
По состоянию на 2019 год, игроки всё чаще жаловались на то, что квесты, предоставляемые вместе с обновлениями, больше не отличались оригинальностью.

### Блокировка
В июле 2018 г. игра была заблокирована в Китае, Саудовской Аравии, ОАЭ, Омане, Катаре, Кувейте и Египте из-за «несоответствия региональным стандартам». Жителям данных стран был отныне закрыт доступ к последующим обновлениям игры и внутриигровым покупкам. Западные СМИ связывали блокировку игры с возможностью завязывать в ней однополые отношения, т.к. во всех вышеперечисленных странах, кроме Китая, гомосексуальность приравнивается к преступлению. Хотя в Китае гомосексуальность не считается к преступлением, блокировка Freeplay совпала с организацией массовой цензуры ЛГБТ-связанного контента в китайском Интернете, и, вероятно, именно Китай выступил с инициативой заблокировать Freeplay за гей-контент.

## Музыка и озвучивание
Персонажи в игре говорят на вымышленном языке симлиш, созданном специально для использования в играх франшизы The Sims. Музыкальное сопровождение в фоновом режиме было взято из The Sims 3 и её дополнений, композитором которых выступил Стив Яблонски.
| Персонаж           | Актёр озвучивания |
| ------------------ | ----------------- |
| Мужской персонаж 1 | Дрю Брукс         |
| Мужской персонаж 2 | Маккензи Крисуэлл |
| Мужской персонаж 3 | Мэтт Фогель       |
| Женский персонаж 1 | Сибиль Азур       |
| Женский персонаж 2 | Динна Мастард     |

## Критика
| Сводный рейтинг    | Сводный рейтинг |
| Агрегатор          | Оценка          |
| ------------------ | --------------- |
| Metacritic         | 80/100          |
| Иноязычные издания |                 |
| Издание            | Оценка          |
| Gamezebo           | [ 15 ]          |
| 148Apps            | [ 17 ]          |
| TouchArcade        | [ 62 ]          |
| AppGamer           | 8/10            |
| Slide to play      | [ 64 ]          |
| Everyeye.it        | 4,5/10          |

Игра в целом получила положительные оценки со стороны игровых критиков. Средняя оценка по версии агрегатора Metacritic составляет 80 баллов из 100 возможных. The Sims Online стала одной из самых высоко оценённых побочных игр серии The Sims во многом благодаря механике, позволяющей управлять несколькими семьями и обилию игрового материала, выходящего с 2011 года. Критик сайта Gamezebo назвал Freeplay нечто большим, чем просто социальным приложением, а прекрасным переосмыслением The Sims 3. Дженнифер Аллен с сайта 148apps назвала Freeplay одним из лучших примеров реализации модели freemium. Нисса Кэмпбелл с сайта TouchArcade считает, что Freeplay своим духом очень напоминает оригинальную The Sims 2000 года и как бы прислушивается к претензиям, оставленным ещё в те времена — добавить в свой игровой процесс элементы MMORPG. Разгромный отзыв оставил представитель Everyeye, назвав игру подделкой, прячущейся под псевдонимом EA.
Часть критиков похвалили решение связать внутри игровое время с реальным. При этом данная модель сдерживания игрока, явно позаимствованная у FarmVille или других типичных игр facebook, не чувствуется ограничительной и поощряющей игроков ускорять игровой процесс за дополнительную плату. Она в корне меняет сам игровой процесс симулятора жизни. Нисса Кэмпбелл призналась, что никогда прежде игра не давала ей такого неловкого понимания того, сколько времени уходит на выполнение рутинных и бытовых задач. При этом часть критиков предупредили, что не всем придётся по душе такая модель. Нисса заметила, что такая модель уместна только для freemium-игры и однозначно не подойдёт тем, кто любит управлять только одним симом. Рецензент AppGamer также заметил, что механика времени заставить игрока либо полюбить Freeplay, или же возненавидеть её, особенно тем, кто не любит ждать по несколько часов. Представитель Slide to Play назвал Freeplay неторопливой, не подходящей для интенсивной игры, а скорее коротких и периодических игровых сеансов и с сарказмом посоветовал перейти на неё «наркоманам», зависимым от ПК-версии The Sims. Критик Everyeye наоборот назвал механику времени самым ужасным решением в данной игре.
Критики также заметили, что такая модель реального времени способствует тому, что игрок может переключаться на управление несколькими персонажами, таким образом принимая участие в развитии всего городка, а не его отдельных персонажей. Критик Gamezebo заметил, что подобная возможность хоть и была реализована во многих предыдущих играх серии The Sims, но ни одна другая игра не давала веских поводов прибегать к такому методу игры. В этом плане, Freeplay чувствуется очень похожей на не выпущенную SimsVille. Представитель Slide to Play заметил, что чувствовал себя своеобразным лидером культа, собирающим дань с жителей города.
Представитель Gamezebo похвалил Freeplay за её простое и интуитивно понятное управление, удобное вращение камерой, адекватную реакцию игры на нажатия пальцем, a также оценил представленный редактор строительства. Рецензент Appgamer также указал на то, что в графическом плане, Freeplay стала лучшей мобильной sims-игрой по состоянию на 2012 год, значительно превосходя предыдущие игры серии. Критик Slide to Play отдельно заметил, что размер файла игры достаточно крупный, чтобы вызвать проблемы у владельца небольшого устройства iOS с малым количеством встроенной памяти
Рецензенты также похвалили игру за её щадящую ценовую политику, достаточную для того, чтобы игрок мог в полной мере получать удовольствие от игры не отдавая ни копейки. Хотя покупка валюты действительно ускоряет процесс, она выглядит не обязательной и «ломающей магию» игрового процесса в режиме реального времени. Сама же игра предоставляет множество способов заработка симом денежных средств и вознаграждает достаточными средствами игроков за выполнение ими разных задач. При этом критик Toucharcade указала на дороговизну имеющихся платных пакетов, а без них игрок вынужден потратить много времени на достижение нужных целей. Критик Appgamer заметил, что со временем игра начнёт требовать много очков жизни за выполнение миссий, однако игрок может в любой момент возвращаться к повседневной жизни в игре, управляя другими персонажами. Представитель Everyeye считает, что игра ограничивает игрока во всём и требует денег на каждом шагу.
Критик сайта Gamezebo выразил разочарование фактом того, что игра не является многопользовательской, так как по его мнению, игровой процесс игры идеально подходит для этого, как это было воплощено в The Sims Social. Критик 148apps также назвал отсутствие возможности общения с другими игроками главным упущением игры. Представитель Everyeye указал на то, что требование постоянного подключения к интернету сильно ограничивает игрока в возможности играть, учитывая механику времени.